# Salix laggeri
Salix laggeri — вид квіткових рослин із родини вербових (Salicaceae).

## Морфологічна характеристика
Це кущ заввишки від 1 до 3 метрів.

## Середовище проживання
Зростає в західних і центральних Альпах: Австрія, Франція — материк, Італія — материк, Швейцарія. Зустрічається на північних схилах уламків і вздовж струмків; на висотах від 1500 до 3000 метрів.

## Загрози
Для цього виду немає великих загроз.

## Використання
Відомо, що вид використовують як декоративну рослину.